# Рутковский, Тадеуш
Тадеуш Рутковский (род. 25 апреля 1951, Краков) — польский тяжелоатлет, призёр чемпионатов Европы, мира и Олимпийских игр, участник двух Олимпиад, олимпийский рекордсмен.

## Карьера
На летних Олимпийских играх 1976 года в Монреале Рутковский выступал в весовой категории до 110 кг и завоевал бронзовую медаль (167,5 + 210 = 377,5 кг), уступив советскому штангисту Юрию Зайцеву (165 + 220 = 385 кг) и болгарину Крастю Семерджиеву (170 + 215 = 385 кг). По ходу соревнований поляк установил три олимпийских рекорда (в рывке (167,7 кг), толчке (210 кг) и сумме двоеборья (377,5 кг)), которые, однако, были побиты его соперниками в тот же день.
На следующей Олимпиаде в Москве поляк перешёл в супертяжёлую категорию (свыше 110 кг). Он снова стал третьим (180 + 227,5 = 407,5 кг), уступив на этот раз представителю СССР Султану Рахманову (195 + 245 = 440 кг) и восточно-германскому спортсмену Юргену Хойзеру (182,5 + 227,5 = 410 кг). В рамках олимпийского турнира также были разыграны медали 54-го чемпионата мира по тяжёлой атлетике.